# Paraleyrodes naranjae
Paraleyrodes naranjae là một loài côn trùng cánh nửa trong họ Aleyrodidae, phân họ Aleurodicinae.
Paraleyrodes naranjae được Dozier miêu tả khoa học đầu tiên năm 1927.